# IRNSS-1F
IRNSS-1F ist der sechste Navigationssatellit aus dem indischen Indian Regional Navigation Satellite System.
Er wurde am 10. März 2016 um 10:31 UTC mit einer PSLV-Rakete vom Raketenstartplatz Satish Dhawan Space Centre in eine geostationäre Umlaufbahn mit der Position 32,5° Ost gebracht.
Die Konfiguration der IRNSS-1F ist ähnlich der von IRNSS-1A, 1B, 1C, 1D und 1E. Die Energieversorgung übernehmen zwei Solarzellenflächen mit Ultra-Triple-Junction-Solarzellen die etwa 1660 Watt elektrischer Leistung erzeugen und ein 90 Ah Akkumulator. Eine spezielle thermische Steuerung wurde für einige der kritischen Elemente, wie beispielsweise der Atomuhren an Bord implementiert. Die Lageregelung wird mit Hilfe von Sonnen- und Sternsensoren sowie Gyroskopen gesteuert. Die Lage- und Bahnregelung erfolgt mit Hilfe von Reaktionsrädern, Magnettorquer und zwölf Triebwerken mit je 22 Newton Schub. Das Antriebssystem besteht aus einem mit Flüssigtreibstoff betriebenen Apogäumsmotor mit 440 N Schub.
Der Satellit trägt neben der Navigationsnutzlast auch Geräte die der Entfernungsmessung dienen. Die Navigationsnutzlast sendet Signale im L5- und S-Band mit einer Bandbreite von 24 bzw. 16,5 MHz, welche auf Basis einer hochgenauen Rubidium-Atomuhr an Bord gesteuert werden. Für die Entfernungsmessung sind ein C-Band-Transponder und Retroreflektoren für Laserentfernungsmessung eingebaut. IRNSS-1F wurde auf Basis des I-1K Satellitenbus gebaut und besitzt eine geplante Lebensdauer von 12 Jahren.